# Antofalla
Le volcan Antofalla est un stratovolcan actif d'Argentine. Il est situé dans la province de Catamarca, département d'Antofagasta de la Sierra.

## Géographie
Avec ses 6 409 mètres d'altitude, il est le troisième plus haut parmi les volcans actifs de la planète, et le sixième plus haut parmi les volcans non éteints. C'est un puissant massif qui possède trois sommets alignés d'ouest en est sur une distance de plus ou moins trois kilomètres. Le sommet occidental, plus élevé et exposé aux vents humides venus du Pacifique est couvert d'une calotte de neige permanente.
Le volcan domine le long salar d'Antofalla qui s'étend sur 163 kilomètres dans une cuvette étroite allongée du sud-sud-ouest au nord-nord-est, à une vingtaine de kilomètres de lui. Les eaux de ruissellement de l'Antofalla ont formé un important cône de déjection en forme d'éventail quasi parfait, en bordure de ce salar.
L'Antofalla est au centre d'une vaste zone couverte de hauts volcans. Au nord-est, à dix kilomètres à peine, se trouve le Conito de Antofalla de 5 583 mètres d'altitude, dont les anciennes coulées de lave s'étendent dans le salar. Tout proches également, on peut voir au sud à douze kilomètres de lui, le cône du volcan La Aguada (5 780 mètres), et au sud-ouest à douze kilomètres également le volcan actif, mais en sommeil, appelé Cerro Cajeros (5 725 mètres). Au centre du triangle formé par l'Antofalla, le La Aguada et le Cajeros, et à moins de huit kilomètres de l'Antofalla, se situe le cône du Botijuela, un volcan lui aussi. À l'ouest, à une quinzaine de kilomètres, se trouve le volcan Lila (5 752 mètres). Déjà plus éloignés, à environ vingt-cinq kilomètres au nord-ouest, on voit les volcans Ojo de Antofalla et Onas. Enfin, à un peu plus de 40 kilomètres à l'ouest-nord-ouest, se dressent les volcans éteints Abra Grande (5 391 mètres) et Pajonal (5 143 mètres).

## Tourisme
L'Antofalla se dresse dans une contrée quasi inhabitée à l'exception de la petite localité d'Antofalla, peuplée d'une quarantaine d'habitants. C'est le cas de toute la région, qui est incontestablement l'une des plus reculées et des plus isolées d'Argentine. Le tourisme s'apparente ici plutôt à de l'exploration.